# Patellapis pastinops
Patellapis pastinops är en biart som först beskrevs av Cockerell 1941.  Patellapis pastinops ingår i släktet Patellapis och familjen vägbin. Inga underarter finns listade i Catalogue of Life.